# 無等山國立公園
無等山國立公園（：／ Mudeungsan Gungnip Gongwon */?）是位於韓國光州廣域市東區、北區以及全羅南道潭陽郡、和順郡的山岳型國立公園，總面積75平方公里。1972年5月22日被指定為道立公園，2013年3月4日成為韓國第21座國立公園。

## 沿革
- 1972年5月22日：無等山道立公園指定。
- 1987年9月1日：無等山公園管理事務所設置。
- 2010年12月24日：無等山國立公園昇格指定建議。
- 2012年12月31日：無等山國立公園指定決定告示 (環境部告示第2012-252號)。
- 2013年3月4日：無等山國立公園東部事務所開所。

## 關聯區域
- 光州廣域市
  - 北區
  - 東區
- 全羅南道
  - 潭陽郡南面
  - 和順郡二西面、和順邑